# Ville-du-Pont
Ville-du-Pont is een plaats en voormalige gemeente in het Franse departement Doubs in de regio Bourgogne-Franche-Comté en telt 271 inwoners (2004). De plaats maakt deel uit van het arrondissement Pontarlier.

## Geschiedenis
Ville-du-Pont is op 1 januari 2025 gefuseerd met de gemeenten Hauterive-la-Fresse, La Longeville, Montbenoît en Montflovin tot de gemeente Pays-de-Montbenoît.

## Geografie
De oppervlakte van Ville-du-Pont bedraagt 15,4 km², de bevolkingsdichtheid is 17,6 inwoners per km². De gemeente grenst in het zuidoosten aan Zwitserland.

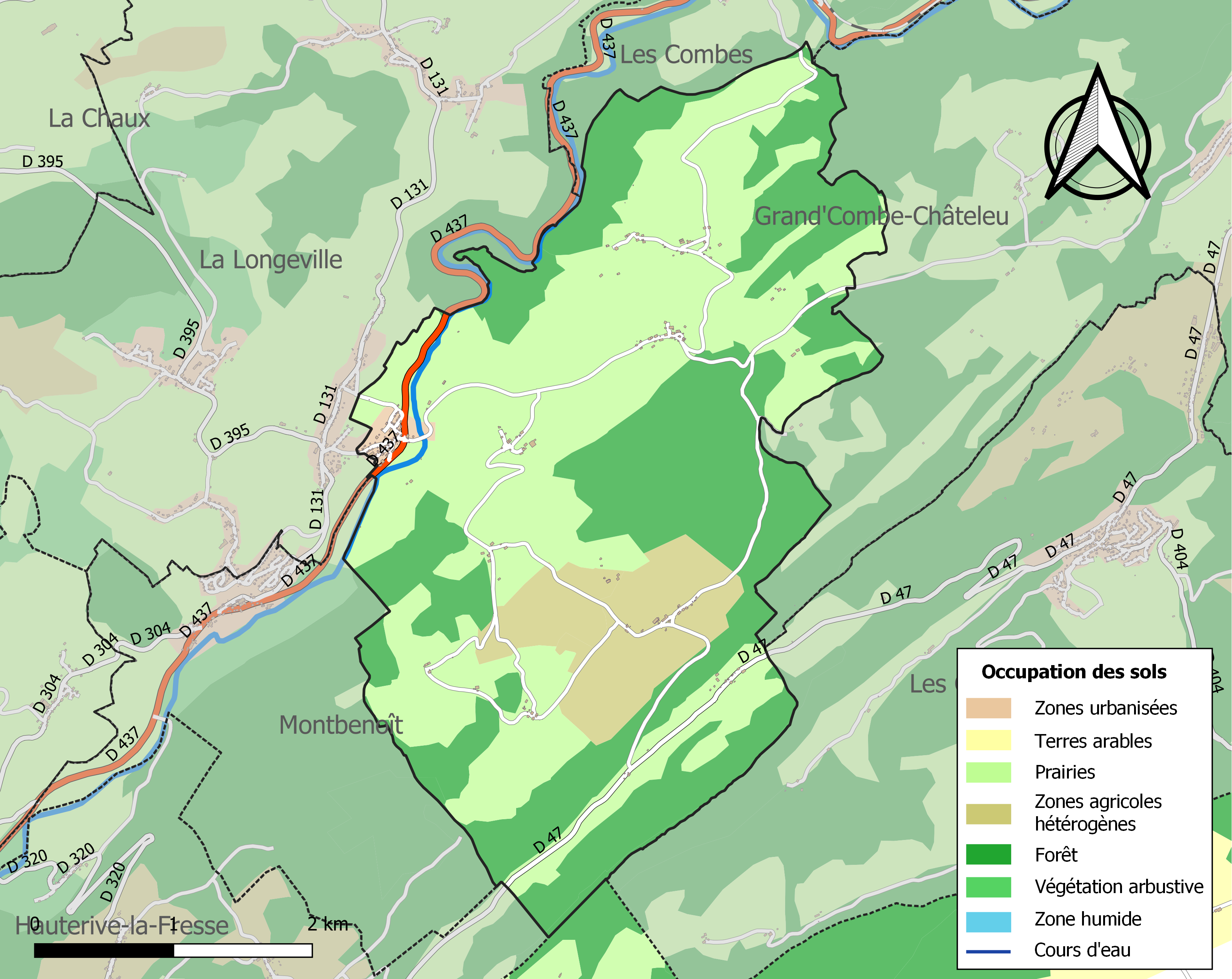
Kaart van de belangrijkste infrastructuur, bodemgebruik en omliggende gemeenten

## Demografie
Onderstaande figuur toont het verloop van het inwonertal.
Hauterive-la-Fresse · La Longeville · Montbenoît · Montflovin · Ville-du-Pont